# Сьюзі Етвуд
Сьюзі Етвуд (англ. Susie Atwood, 5 липня 1953) — американська плавчиня.
Призерка Олімпійських Ігор 1972 року, учасниця 1968 року.
Призерка Панамериканських ігор 1971 року.
Переможниця літньої Універсіади 1973 року.